# Календарь Армелина

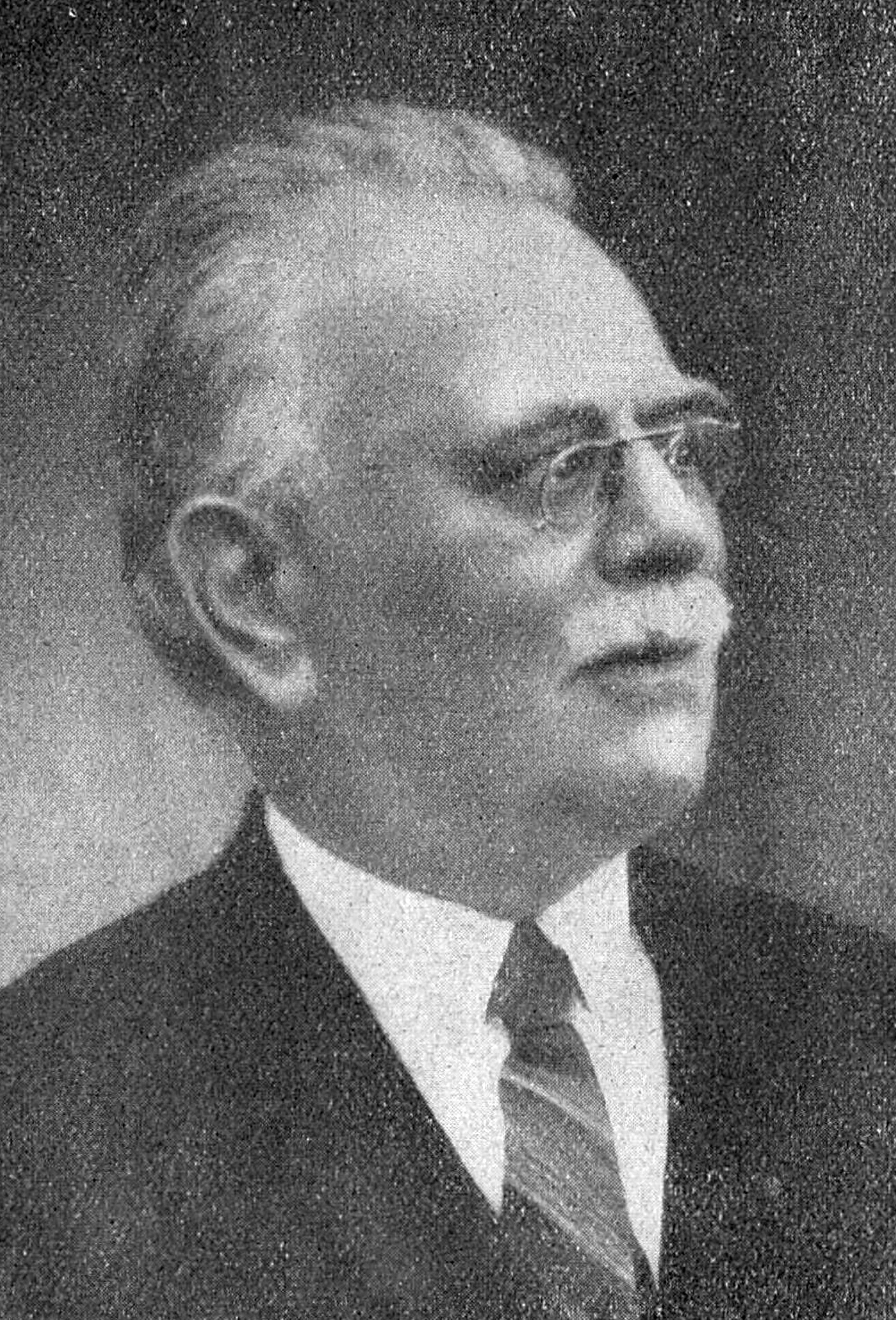
Гастон Армелин

Календарь Армели́на — проект всемирного календаря, разработанный французским астрономом Гастоном Армелином в 1888 году.

## История
28 февраля 1887 года состоялось 2-е собрание Французского астрономического общества, на котором был объявлен конкурс по созданию всемирного календаря. На конкурсе победил проект календаря, разработанный астрономом и поэтом Гастоном Армелином. Позже этот проект календаря обсуждался во Французской академии наук.
В 1914 году Международный астрономический союз (МАС) по решению Международного коммерческого конгресса приступил к разработке единого стандартного всемирного календаря. В 1922 году в качестве такого календаря МАС одобрил проект календаря Армелина.
В 1923 году был организован Международный комитет по реформе календаря, работавший в Женеве при Лиге Наций. В 1937 году данный комитет вынес на обсуждение Лиги Наций проект календаря Армелина, который был предварительно одобрен правительствами 70 стран, в том числе Советским Союзом, Индией и Францией. Однако начавшаяся Вторая мировая война приостановила работу по всемирной реформе календаря.
В 1953 году в ООН делегация из Индии предложила вернуться к вопросу стандартизации календаря, так как в одной только Индии по подсчётам ЮНЕСКО в то время действовало около 40 календарей и 5 разных историко-хронологических эр. В итоге на 18-й сессии экономического и социального совета ООН в 1954 году был одобрен проект всемирного календаря, в основе которого лежал календарь Армелина, который и был предложен к обсуждению на Генеральной Ассамблее.
Однако из-за того, что в календаре из-за включения дополнительных дней нарушается непрерывность счёта дней недели, возникли возражения против его принятия со стороны различных религиозных организаций, а также сторонников сохранения традиций. В итоге в 1956 году из-за негативной позиции Ватикана, связанной с появлением в календаре сдвоенных суббот («двойного шаббата»), календарь был отклонён.
В настоящее время планы введения этого календаря в повседневное употребление фактически заморожены.

## Суть календаря
Год в календаре Армелина делится на четыре квартала по 91 дню. В первом месяце каждого квартала, то есть в январе, апреле, июле и октябре — по 31 дню, в остальных месяцах — по 30 дней. Каждой дате соответствует определённый день недели. Неделя начинается с воскресенья, и с этого же дня начинается каждый год и квартал. После субботы 30 декабря следует безномерной и безымянный Новогодний день следующего года, и только за ним — воскресенье 1 января. В високосные годы после субботы 30 июня следует Високосный день («День Мира и Дружбы Народов»), а за ним — воскресенье 1 июля.
Февраль, май, август и ноябрь начинаются со среды, а март, июнь, сентябрь и декабрь — с пятницы.
Существуют модификации календаря Армелина, в которых неделя, квартал и год начинаются с понедельника, Новогодний и Високосный дни считаются соответственно 31 декабря и 31 июня и т. п., но все они сохраняют основные черты, достоинства и недостатки прототипа.
Главное достоинство календаря Армелина — его постоянство, привязка дней недели к определённым числам месяца, что позволяет иметь для всех лет один табель-календарь, а не 14, как при современной системе летосчисления. Недостатком данного календаря является то, что введённые дополнительные дни исключены как из недельного, так и из месячного счёта, то есть лишены даты.
| 1-е полугодие       |         |         |         |         |         |         |         |         |         |         |          |          |          |          |          |
| 1-й квартал         | Январь  | Январь  | Январь  | Январь  | Январь  | Февраль | Февраль | Февраль | Февраль | Февраль | Март     | Март     | Март     | Март     | Март     |
| Воскресенье         | 1       | 8       | 15      | 22      | 29      | —       | 5       | 12      | 19      | 26      | —        | 3        | 10       | 17       | 24       |
| Понедельник         | 2       | 9       | 16      | 23      | 30      | —       | 6       | 13      | 20      | 27      | —        | 4        | 11       | 18       | 25       |
| Вторник             | 3       | 10      | 17      | 24      | 31      | —       | 7       | 14      | 21      | 28      | —        | 5        | 12       | 19       | 26       |
| Среда               | 4       | 11      | 18      | 25      | —       | 1       | 8       | 15      | 22      | 29      | —        | 6        | 13       | 20       | 27       |
| Четверг             | 5       | 12      | 19      | 26      | —       | 2       | 9       | 16      | 23      | 30      | —        | 7        | 14       | 21       | 28       |
| Пятница             | 6       | 13      | 20      | 27      | —       | 3       | 10      | 17      | 24      | —       | 1        | 8        | 15       | 22       | 29       |
| Суббота             | 7       | 14      | 21      | 28      | —       | 4       | 11      | 18      | 25      | —       | 2        | 9        | 16       | 23       | 30       |
| Дополнительный день | —       | —       | —       | —       | —       | —       | —       | —       | —       | —       | —        | —        | —        | —        | —        |
| 2-й квартал         | Апрель  | Апрель  | Апрель  | Апрель  | Апрель  | Май     | Май     | Май     | Май     | Май     | Июнь     | Июнь     | Июнь     | Июнь     | Июнь     |
| Воскресенье         | 1       | 8       | 15      | 22      | 29      | —       | 5       | 12      | 19      | 26      | —        | 3        | 10       | 17       | 24       |
| Понедельник         | 2       | 9       | 16      | 23      | 30      | —       | 6       | 13      | 20      | 27      | —        | 4        | 11       | 18       | 25       |
| Вторник             | 3       | 10      | 17      | 24      | 31      | —       | 7       | 14      | 21      | 28      | —        | 5        | 12       | 19       | 26       |
| Среда               | 4       | 11      | 18      | 25      | —       | 1       | 8       | 15      | 22      | 29      | —        | 6        | 13       | 20       | 27       |
| Четверг             | 5       | 12      | 19      | 26      | —       | 2       | 9       | 16      | 23      | 30      | —        | 7        | 14       | 21       | 28       |
| Пятница             | 6       | 13      | 20      | 27      | —       | 3       | 10      | 17      | 24      | —       | 1        | 8        | 15       | 22       | 29       |
| Суббота             | 7       | 14      | 21      | 28      | —       | 4       | 11      | 18      | 25      | —       | 2        | 9        | 16       | 23       | 30       |
| Дополнительный день | —       | —       | —       | —       | —       | —       | —       | —       | —       | —       | —        | —        | —        | —        | *        |
| 2-е полугодие       |         |         |         |         |         |         |         |         |         |         |          |          |          |          |          |
| 3-й квартал         | Июль    | Июль    | Июль    | Июль    | Июль    | Август  | Август  | Август  | Август  | Август  | Сентябрь | Сентябрь | Сентябрь | Сентябрь | Сентябрь |
| Воскресенье         | 1       | 8       | 15      | 22      | 29      | —       | 5       | 12      | 19      | 26      | —        | 3        | 10       | 17       | 24       |
| Понедельник         | 2       | 9       | 16      | 23      | 30      | —       | 6       | 13      | 20      | 27      | —        | 4        | 11       | 18       | 25       |
| Вторник             | 3       | 10      | 17      | 24      | 31      | —       | 7       | 14      | 21      | 28      | —        | 5        | 12       | 19       | 26       |
| Среда               | 4       | 11      | 18      | 25      | —       | 1       | 8       | 15      | 22      | 29      | —        | 6        | 13       | 20       | 27       |
| Четверг             | 5       | 12      | 19      | 26      | —       | 2       | 9       | 16      | 23      | 30      | —        | 7        | 14       | 21       | 28       |
| Пятница             | 6       | 13      | 20      | 27      | —       | 3       | 10      | 17      | 24      | —       | 1        | 8        | 15       | 22       | 29       |
| Суббота             | 7       | 14      | 21      | 28      | —       | 4       | 11      | 18      | 25      | —       | 2        | 9        | 16       | 23       | 30       |
| Дополнительный день | —       | —       | —       | —       | —       | —       | —       | —       | —       | —       | —        | —        | —        | —        | —        |
| 4-й квартал         | Октябрь | Октябрь | Октябрь | Октябрь | Октябрь | Ноябрь  | Ноябрь  | Ноябрь  | Ноябрь  | Ноябрь  | Декабрь  | Декабрь  | Декабрь  | Декабрь  | Декабрь  |
| Воскресенье         | 1       | 8       | 15      | 22      | 29      | —       | 5       | 12      | 19      | 26      | —        | 3        | 10       | 17       | 24       |
| Понедельник         | 2       | 9       | 16      | 23      | 30      | —       | 6       | 13      | 20      | 27      | —        | 4        | 11       | 18       | 25       |
| Вторник             | 3       | 10      | 17      | 24      | 31      | —       | 7       | 14      | 21      | 28      | —        | 5        | 12       | 19       | 26       |
| Среда               | 4       | 11      | 18      | 25      | —       | 1       | 8       | 15      | 22      | 29      | —        | 6        | 13       | 20       | 27       |
| Четверг             | 5       | 12      | 19      | 26      | —       | 2       | 9       | 16      | 23      | 30      | —        | 7        | 14       | 21       | 28       |
| Пятница             | 6       | 13      | 20      | 27      | —       | 3       | 10      | 17      | 24      | —       | 1        | 8        | 15       | 22       | 29       |
| Суббота             | 7       | 14      | 21      | 28      | —       | 4       | 11      | 18      | 25      | —       | 2        | 9        | 16       | 23       | 30       |
| Дополнительный день | —       | —       | —       | —       | —       | —       | —       | —       | —       | —       | —        | —        | —        | —        | **       |

* День високосного года.
** День мира и дружбы народов — ежегодный международный праздник.

## Список людей, называемых различными источниками авторами календаря
- Г. Армелин (1888). После субботы 30 декабря следует безномерной и безымянный Новогодний день, и только за ним — воскресенье 1 января. В високосные годы после субботы 30 июня следует Високосный день («День Мира и Дружбы Народов»), а за ним — воскресенье 1 июля.
- Элизабэт Ахелис[англ.] (Нью-Йорк, 1930). «Всемирный календарь (World Calendar)». День високосного года / Leapyear day (июнь W) вставляется после 30 июня, а День окончания года (День мира / Worldsday) — после 30 декабря. Этот 12-месячный календарь разрабатывался по решению Международного коммерческого конгресса 1914 и усиленно пропагандировался многими сторонниками. В 1930 Э. Ахелис организовала Ассоциацию всемирного календаря, издающую с 1931 «Журнал реформы календаря».
- У. Эдвардс (Гонолулу, Гавайи). «Вечный календарь (Perpetual Calendar)». Разница лишь в том, что в квартале первые два месяца имеют по 30 дней, а третий месяц — 31 день. Названия вставных дней: День нового года и День високосного года.